# Michał Ignacy Kamieński
Michał Ignacy Kamieński (ur. 1758 w Łęczycy, zm. w 1815 w Roskoszy) – generał dywizji Księstwa Warszawskiego.
Po ukończeniu Korpusu Kadetów w latach 1770–1776, wstąpił 1 września 1777 r. do 5 pułku przedniej straży koronnej w stopniu chorążego. Po przejściu niższych stopni oficerskich awansował na majora w 1789 r. W 1790 r. został podpułkownikiem. W 1792 walczył przeciwko interwencji rosyjskiej. Odznaczył się pod Wiszniopolem, uzyskał awans w 1793 r. na pułkownika 5 pułku przedniej straży i został kawalerem Krzyża Orderu Virtuti Militari. 10 kwietnia 1794 po odznaczeniu się w bitwie pod Szczekocinami awansował na generała majora. Pod Maciejowicami dostał się do niewoli rosyjskiej.  Nagrodzony złotą obrączką Ojczyzna Obrońcy Swemu nr 20. 
W 1795 dzięki staraniom kolegów odzyskał wolność i osiadł na roli. W 1808 jako generał nadliczbowy pełnił służbę w Sztabie Generalnym armii Księstwa Warszawskiego. W 1809 walczył pod Raszynem, o Zamość, z gen. A. Rożnieckim zajmował Lwów i organizował tam rząd tymczasowy. Dał się wywieść w pole Rosjanom, którzy jako „sprzymierzeńcy” wyparli go z Małopolski Wschodniej. Wobec braku sił do obrony prowadził z nimi wojnę partyzancką. W 1810 komendant wojskowy departamentu siedleckiego.
Brał udział w kampanii napoleońskiej 1812, dowodził Dywizją Jazdy V Korpusu Polskiego Wielkiej Armii. Jako dowódca straży przedniej Wielkiej Armii poniósł porażkę pod Romanowem. Komendant Smoleńska. Ciężko ranny w czasie walk odwrotowych w obronie marszałka Oudinota dostał się do niewoli, internowano go w Białej Cerkwi na Ukrainie. Powrócił z Rosji w 1814 r. do departamentu siedleckiego, tu bowiem w latach 1814–1815 dzierżawił folwark Litewniki. Zmarł 31 grudnia 1815 r. (1 stycznia 1816 r.) w Roskoszy niedaleko Białej, pochowany został przy kościele św. Anny w Białej Podlaskiej.